# التلفزيون الوطني لصوماليلاند
التلفزيون الوطني لصوماليلاند (SLNTV) (بالصومالية: Telefishinka Qaranka Somaliland)‏ قناة تلفزيونية صومالية. وهي خدمة البث العامة الرسمية لحكومة صوماليلاند، تأسست عام 2005، ومقرها العاصمة هرجيسا، يصل بثها إلى مناطق إفريقيا والشرق الأوسط، وأوروبا وآسيا عبر الأقمار الصناعية. تركز القناة على الأخبار الصومالية العامة، وخاصة الأخبار المتعلقة بالسلطات الإقليمية، كما أنها تبث برامج رياضية وترفيهية وإنسانية.

## خلفية تاريخية
أنشأت حكومة صوماليلاند أولى محطاتها التلفزيونية الخاصة في عام 1997.
بدأ البث الرسمي للتلفزيون الوطني لصوماليلاند في عام 2005، قبيل الانتخابات البرلمانية التي أجريت في 29 سبتمبر. وكان التلفزيون ثاني محطة تلفزيونية يتم بثها على الهواء في أرض الصومال بعد تلفزيون صوماليلاند، وهي قناة تلفزيونية تجارية، وكان جمهور القناة محدودا، نظرا لقلة من يملكون أجهزة التلفزيون من السكان في ذلك الوقت. خلال العام ونصف العام الأول من بث التلفزيون الوطني على الهواء، افتقرت قناة SLNTV إلى البرامج "الفعالة" وفشلت في منافسة القنوات الخاصة. بمرور الوقت، بدأت قناة SLNTV في بث برامج أسبوعية تهدف في المقام الأول إلى رفع مستوى الوعي بالقضايا بالإضافة إلى الإعلانات وإنجازات الحكومة.

## الخلافات
خلال الحملات الانتخابية (النيابية والرئاسية) عام 2005، اتُهم تلفزيون SLNTV ببث الدعاية بدلاً من "التغطية المتوازنة". ووبّخ مجلس مراقبي الانتخابات قناة SLNTV بسبب انحيازها للحزب الحاكم.